# Бабій Олесь Йосипович
Олесь (Олександер, Олександр) Йосипович Бабій (17 березня 1897, с. Середня, нині Калуського району Івано-Франківської області — 2 березня 1975, Чикаго, США) — український письменник та літературознавець, автор гімну ОУН «Зродились ми великої години». Доктор літературознавства. Писав під псевдонімом Хмелик.
Борець за незалежність України у ХХ сторіччі.

Перший Конґрес Українських Націоналістів у Відні, 1929 рік. Сидять зліва направо 1 ряд: Юліан Вассиян, Дмитро Андрієвський, Микола Капустянський, Євген Коновалець, Микола Сціборський, Яків Моралевич, Володимир Мартинець, Микола Вікул. Стоять зліва направо 2 ряд: Іван Малько, Осип Бойдуник, Максим Загривний, Євген Зиблікевич, Петро Кожевників, Дмитро Демчук, Леонід Костарів, Олесь Бабій, Ріко Ярий, Михайло Антоненко, Зенон Пеленський. Стоять зліва направо 3 ряд : Юрій Руденко, Ярослав Барановський, Степан Охримович, Степан Ленкавський, Андрій Федина, Ярослав Герасимович, Теофіл Пасічник-Тарнавський, Олександр Згорлякевич

## Життєпис
Народився в селі Середня Калуського району в багатодітній заможній селянській родині.  Закінчив однорічну парафіяльну школу в рідному селі, продовжив навчання у Войнилівській чотирикласній школі, а згодом у Стрийській гімназії. Середню освіту здобував у Калушi, Чорткові та Львові.
У 1914 році зголосився добровольцем до УСС, бойове хрещення пройшов у Карпатах проти російської армії. Згодом був направлений до іншої частини армії Австро-Угорщини, воював на італійському фронті у складі 9 полку піхоти.
Після проголошення ЗУНР став заступником Миколи Федюшка, який був комендантом військової міліції у Войнилові.
У 1919-му взяв участь у поході Галицької армії на Київ, під враженням пише вірші «На Київ!» і «Привіт Січовим Стрільцям». Перехворів на тиф під час епідемії. Перебув з УГА увесь час – аж до інтернування в польських таборах, звідки вдалось втекти.
12 лютого 1920 р. разом з залишками УГА змушений тимчасово стати в ряди Червоної Української Галицької Армії, надалі полишає зброю та майже щороку видає книгу.
Після війни у Львові, разом з Василем Бобинським, Романом Купчинським та Юрієм Шкрумеляком, організував групу поетів-символістів «Митуса» та видавав однойменний журнал, публікувався в газетах.
Українське громадсько-політичне життя в цей час найвільніше розвивалося у Чехословаччині і він виїхав до Праги. У 1924-29 роках здобув вищу освіту і став доктором літературознавства в Українському педагогічному інституті ім. М. Драгоманова, який був відкритий за підтримки чеського уряду в Празі. У 1926-27 роках був редактором журналу ГУНМ «Національна думка», в 1928 р. йому на зміну виходить орган Проводу українських націоналістів «Розбудова нації».
У 1927-му в Празі вийшла поема Бабія «Гуцульський курінь», яку Дмитро Донцов назвав антиподом «Червоної зими» Володимира Сосюри.
З 28 січня по 3 лютого 1929 року у Відні відбувся перший Конгрес українських націоналістів. Олесь Бабій на ньому був одним із представників ГУНМ, очолював культурно-освітню комісію та виступав на пленумі. У 1929 році після Конгресу повернувся до Львова, де співпрацював з газетою «Діло».
У 1931 році польська поліція заарештувала шістьох учасників Конгресу, впізнаних за фотографією, — Олеся Бабія, Осипа Бойдуника, Юліяна Вассияна, Євгена Зиблікевича, Степана Ленкавського, Зенона Пеленського. У 1932 році, коли Бабій перебував під арештом, у журналі «Розбудова нації» було опубліковано його гімн ОУН «Зродились ми великої години», котрий було визнано найкращим проєктом гімну націоналістів із поданих на розгляд.
5 вересня 1932 року розпочався процес над учасниками Конгресу, 9 вересня 1932 р. у Львові винесли вирок Олесю Бабію, засуджений до 4 років в'язниці. Поки Бабій відбував свій термін у Дрогобицькій тюрмі, Богдан-Ігор Антонич назвав його найздібнішим поетом свого покоління. Вийшовши з в’язниці, видав у 1936 році повість «Дві сестри».
Друга світова війна змусила Бабія покинути Львів. У 1939 році він виїздить до Холма, працював шкільним інспектором на Підляшші, вчителем гімназії в м. Холм та в рідному селі.
У 1944 році емігрував за кордон, до Німеччини, де в таборах для переміщених осіб у Карлсфельді та Мюнхені прожив чотири роки.
1948 виїхав до США. Працював у Чиказькому університеті, в редакції українського часопису. Член Об'єднання українських письменників «Слово». В цей період переважно вчителював.  В американському періоді його творчості, який став останнім, треба виділити поему «Повстанці», видану 1956 року, і п’єсу в одній дії «Олена Степанівна» — 1966 року.
Помер 2 березня 1975 року у Чикаго. Похований на цвинтарі святого Миколая.

## Твори
Першим надрукованим твором Хмелика став написаний молодим старшиною УГА під Соколівкою вірш «На Київ!» («Над Київом хмара нависла грізна»), створений під час наступу на однойменне місто об'єднаних українських армій, Наддніпрянської й Галицької. Його було опубліковано в газеті «Стрілецька думка» від 5 жовтня 1919 року, ще раніше, покладений на мелодію «Сокільського маршу» Ярославенка, він увійшов до маршового репертуару військових оркестрів.
У 1922-1923 роках Олесь Бабій активно виступає у пресі з сатиричними віршами, фейлетонами та анекдотами, підписуючи їх псевдонімами Глум та Чмелик. У доробку автора такі сатиричні твори, як «Жіночий Конгрес» («Будяк», 1922, Ч. 1.), у «Вибори» («Будяк», 1922), «Їде, їде бриль», «В Тракії терор» («Будяк», Ч. 19-20), «Чудасія» («Будяк», 1921, Ч. 2.), «З дороги життя» («Громадський Вістник», 1923, 15 та 37 випуски).
Автор поетичних збірок «Ненависть і любов» (1921), «Поезії» (1923), «Прамати» (1923), «Під шум Прута» (1923), «За щастя оманою» (1930), «Перехрестя» (1930), «Остання офіра цісареві» (1937), «Пожнив'я» (1939), «Світ і людина [Архівовано 29 листопада 2014 у Wayback Machine.]» (1947); поем «Гуцульський курінь» (1927), «Жнива» (1946), «Повстанці» [Архівовано 6 жовтня 2019 у Wayback Machine.] (1956); збірок малої прози «Шукаю людини» (1921), «Гнів» (1922); повістей «Перші стежі» (1931), «Дві сестри» [Архівовано 6 жовтня 2019 у Wayback Machine.] (1938), «Останні» (1938); драматичних творів «Родинна тайна», «Воєнна любов», «Олена Степанівна [Архівовано 16 січня 2014 у Wayback Machine.]» (1966); досліджень про творчість Маркіяна Шашкевича, Юрія Федьковича, Богдана-Ігоря Антонича та інших письменників. Також написав вступне слово до львівського видання поеми «Енеїда» І. Котляревського (1936), монографію про літературознавця М. Євшана, спогади про художника П. Ковжуна. Співробітник «Літературно-наукового вістника», часопису «Діло» та інших львівських видань.

### Марш українських націоналістів
Є автором слів Гімну ОУН (Маршу українських націоналістів).
24 серпня 2018 року адаптований до сучасних українських умов варіант гімну став маршем українського війська на параді до дня Незалежності України. Також тут вперше було офіційно використано вітання «Слава Україні!» — «Героям Слава!»[4][5].

### Окремі видання
- Бабій О. Ненависть і любов. Поезії [Архівовано 13 липня 2015 у Wayback Machine.]. — Львів: Русалка, 1921. — 31 с.
- Бабій О. Гуцульський курінь. — Прага, 1927. — 154 с.
- Бабій О. Жнива. Поеми. — Авгсбург, 1946. — 64 с.
- Бабій О. Повстанці. Поема. — Чикаго : Літературне видавництво, 1956. — 180 с.
- Бабій О. Олена Степанівна. П'єса в одній дії [Архівовано 16 січня 2014 у Wayback Machine.]. — Чикаго, 1966. — 76 с.
- Бабій О. Світ і людина [Архівовано 29 листопада 2014 у Wayback Machine.]. — Авґсбурґ, 1947, перевидано Чикаго, 1969. — 48 с.
- Бабій О. Вибране з творів. — Чикаго : Друкарня В. Бернацького, 1969. — 112 с.
- Бабій О. Дві сестри. Повість зі записок старшини УГА. — Чикаго, 1978.
- Бабій О. Зродились ми великої години. — Дрогобич : Відродження, 1997. — 208 с.
- Бабій О. Й. Перші стежі: повість / Ол. Бабій. — Львів: Червона Калина, 1931. — 339 с. [Архівовано 27 вересня 2018 у Wayback Machine.]
- Бабій О. Жнива: поеми / Ол. Бабій. — Авґсбурґ: Друк. Дмитра Сажнина, 1946. — 64 с. [Архівовано 5 серпня 2020 у Wayback Machine.]

## Вшанування

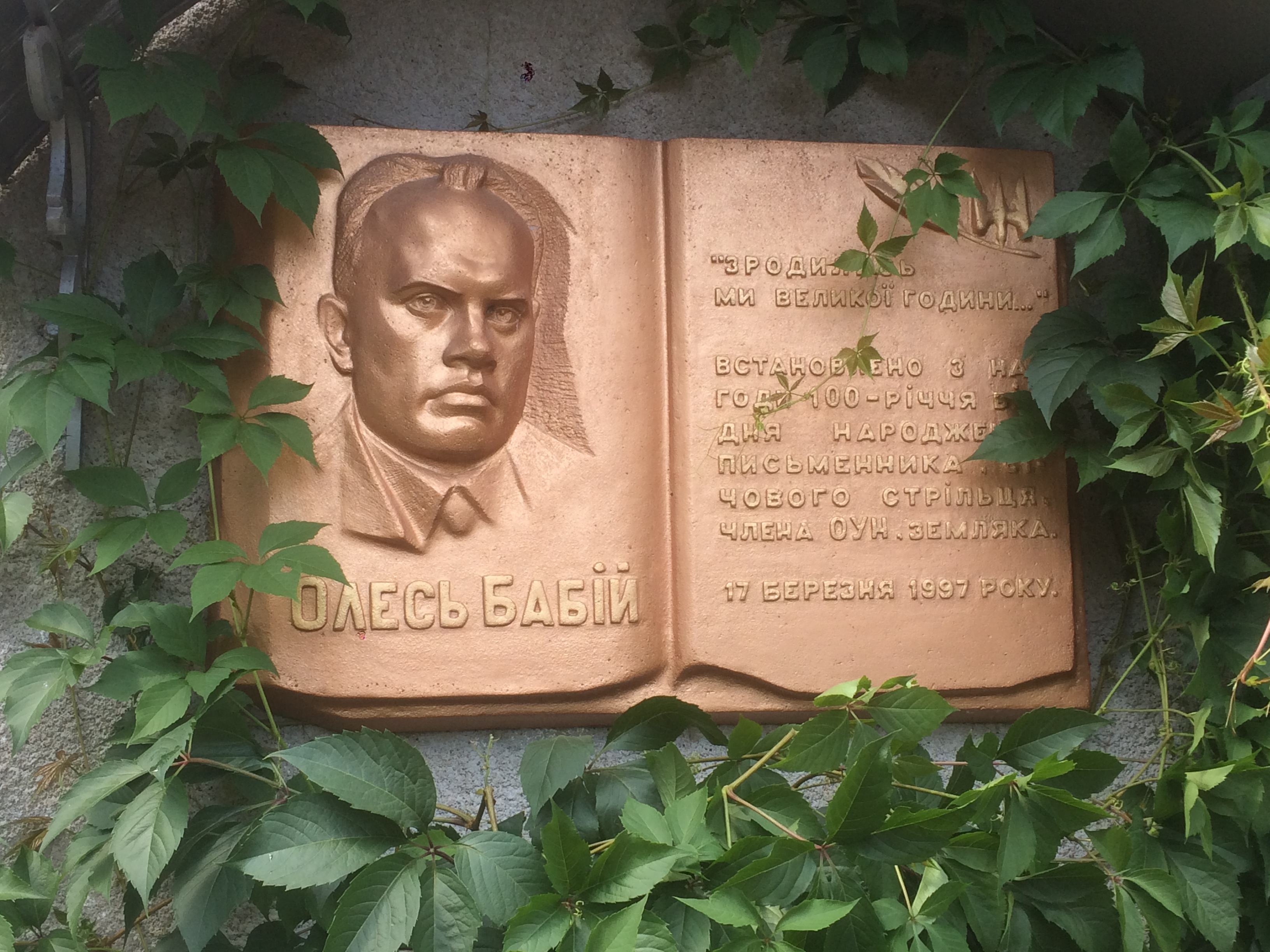
Меморіальна дошка Олесю Бабію

14 березня 1997 р. в с. Середнє на стіні школи була відкрита пам'ятна дошка на честь 100-річчя з дня народження поета.
4 листопада 2021 року Київрада перейменувала вулицю Миколи Кузнєцова на честь Олеся Бабія.